# Stary Borek
Store Borek [ˈstarɨ ˈbɔrɛk] (tiếng Đức: Altbork) là một ngôi làng thuộc khu hành chính của Gmina Kołobrzeg, thuộc hạt Kołobrzeg, West Pomeranian Voivodeship, ở tây bắc Ba Lan. Nó nằm khoảng 7 kilômét (4 mi)  phía tây nam Kołobrzeg và 100 km (62 mi) phía đông bắc thủ đô khu vực Szczecin.
Trước năm 1945, khu vực này là một phần của Đức. Đối với lịch sử của khu vực, xem Lịch sử của Pomerania.
Ngôi làng có dân số 250 người.